# Hohwachter Bucht
Hohwachter Bucht i det nordlige Tyskland, er en sidebugt til Kiel Bugt i Østersøen ved nordkysten af Wagrien mellem Hohwacht og Heiligenhafen. De kendte badestrande ved Hohwachter Bucht er Hohwacht-, Behrensdorf-, Sehlendorf- og Weißenhäuser Strand. En del af vandområdet er afspærret militæområde.